# منطقه‌های بلاروس

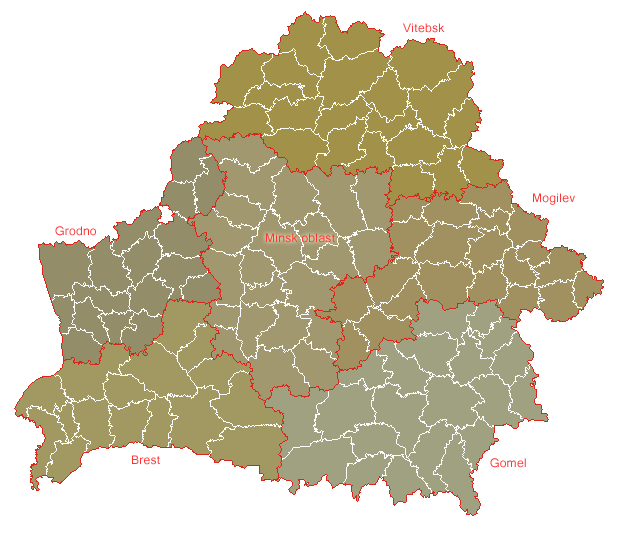
right تقسیمات کشوری

بلاروس به شش منطقه ("oblast") تقسیم می‌شود، که شهرهای آن به عنوان مراکز اداری آن نامیده می‌شوند.
شهر مینسک، واقع در ایالت مینسک، دارای جایگاه ویژه‌ای از یک زیر مجموعه کشوری است که هیچ‌یک از این ووبلاست‌ها آن را شامل نمی‌شوند.
تقسیم‌بندی زیر گروهی " اوبلاست " میراث دوره شوروی می‌باشد.
اوبلاست‌ها نیز خود به زیرگروه‌هایی به نام " سالیون "ها تقسیم می‌شوند. ترجمه رایج این واژه " بخش "ها یا " نواحی" است. مقامات اداری محلی (" رایساوت "، "مشاور رایون ") از سوی ساکنین رایون انتخاب می‌شوند؛ و مقامات اجرایی محلی ("مدیریت رایون ") نیز توسط مسئولان بالاتر اجرایی منسوب می‌گردند. به همین صورت، هر اوبلاستی دارای یک مقام قانونگذار خود ("اوبلزووت ") بوده که از طرف ساکنان آنجا انتخاب می‌شود، و نیز یک مقام اجرایی ("مدیریت اوبلاست ") که رهبر آن از سوی رئیس جمهور تعیین می‌شود.

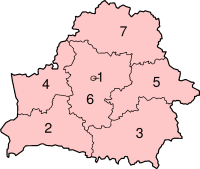

| # (map) | استان        | مرکز   | مساحت km2 | جمعیت (۲۰۱۲) | تراکم جمعیت | ناحیه |
| ------- | ------------ | ------ | --------- | ------------ | ----------- | ----- |
| ۱       | مینسک        | پایتخت | ۴۰۹٫۵     | ۱٬۹۰۱٬۷۰۰    |             |       |
| ۲       | منطقه برست   | برست   |           |              |             |       |
| ۳       | منطقه گومل   | گومل   |           |              |             |       |
| ۴       | منطقه گرودنو | گرودنا |           |              |             |       |
| ۵       | منطقه موگیلف | موگیلف |           |              |             |       |
| ۶       | منطقه مینسک  | مینسک  |           |              |             |       |
| ۷       | منطقه ویتبسک | ویتبسک |           |              |             |       |

مشارکت‌کنندگان ویکی‌پدیا. «Regions of Belarus». در دانشنامهٔ ویکی‌پدیای انگلیسی، بازبینی‌شده در ۲۶ مارس ۲۰۱۲.